# Klarner Medien
Die Klarner Medien GmbH ist ein deutsches Medienunternehmen mit Sitz in Eningen unter Achalm bei Reutlingen. Es ist eines der größten privaten TV-Medienhäuser in Baden-Württemberg. Die Firma von Stefan Klarner hält eine große Zahl an Fernsehlizenzen (Zulassungen) der Landesanstalt für Kommunikation für das Bundesland Baden-Württemberg.

## Programm-Bouquet

### Fernsehen
Das Bouquet der Klarner Medien GmbH umfasst zehn regionale Fernsehprogramme. Das Bouquet umfasst Prometheus TV – das Wissenschafts- und Dokumentationsfernsehen für Baden-Württemberg, BWeins – Ereignis- und Dokumentationsfernsehen, Studio live – junges Fernsehen für Baden-Württemberg; Landschafts-TV, Literaturfernsehen, Culinaria, Regionaler Infokanal Reutlingen, GesundTV BW, KulturBW TV und RTF.1-Regionalfernsehen.

### Radio
Die Klarner Medien GmbH startete im Dezember 2015 für die Kreise Reutlingen, Tübingen und Zollernalb den Radiosender RTF.3 als Webradio. Anfang Januar 2015 war “Neckaralb Live”, ein UKW-Radiosender für die gleiche Region, auf Sendung gegangen. Klarner sah in dem Sender nach eigenen Angaben eine Ergänzung seines Fernseh-Angebotes RTF.1. Das Programm sollte aus Informationen aus der Region über den Tag bestehen, während abends der TV-Sender übernimmt.

## Empfang
Digitaler Empfang: Die Sender RTF.1, BWeins und RIK Reutlingen sind regional im Netz Reutlingen von Kabel BW empfangbar. BWeins ist digital noch zusätzlich im Netz Stuttgart empfangbar.
Analoger Empfang: RTF.1 ist im Netz Reutlingen analog 24 Stunden lang empfangbar.
Die restlichen Sender werden als Programmfenster auf den über das Kabelnetz verbreiteten Fernsehsendern ausgestrahlt.

## Geschichte
Die Klarner Medien GmbH entwickelte sich aus kleinsten Anfängen mit dem damals zunächst als Mediendienst gestarteten Regionalfernsehen RTF.1 zu einem der größten TV-Medienhäuser in Baden-Württemberg.
Keimzelle der Entwicklung war im Jahr 1987 die Veranstaltung des ersten privaten Jugendradios der Bundesrepublik Deutschland, Studio live 104,8 durch die damaligen Studenten Stefan Klarner und Marcus Frank. Nach dem Ablauf der ersten privaten Lizenzierungsperiode in Baden-Württemberg wurde 1994 die Hörfunklizenz für Studio live Jugendradio von der Landesanstalt für Kommunikation (LfK) nicht mehr verlängert. Dies war für Stefan Klarner der Impuls zum Einstieg in den TV-Bereich durch die Gründung der Klarner Medien GmbH.
Im November 1999 startete RTF.1 Regionalfernsehen. In den Jahren 2003 und 2004 ging Klarner Medien als erstes Medienhaus in Baden-Württemberg mit mehreren TV-Spartenprogramme auf Sendung: Prometheus Wissenschaftsfernsehen, studio live junges fernsehen und Landschaftsfernsehen. Im Jahr 2006 folgten Literaturfernsehen, Culinaria, RIK Reutlingen und BWeins, das erste private Parlamentsfernsehen der Bundesrepublik Deutschland. Im Jahr 2009 wurden zwei weitere Sender, GesundTV BW und KulturBW TV, von einem anderen Veranstalter übernommen.

## Stefan Klarner
Der Medienunternehmer Stefan Klarner ist der Gründer und Besitzer der Klarner Medien GmbH. Klarner wurde am 25. Oktober 1965 geboren und studierte in Tübingen und Freiburg Volkswirtschaft. Seine Diplomarbeit trug bereits den Titel "'Eine wirtschaftliche Analyse des privaten Rundfunkangebotes in Baden-Württemberg".
Von 1987 bis 1994 war er Geschäftsführer des privaten Hörfunksenders Studio live 104,8 in Reutlingen. Der Sender gilt als erstes lizenziertes Jugendradio der Bundesrepublik. Seit 1996 ist er Geschäftsführer und Alleingesellschafter der Klarner Medien GmbH. Die als Medienhaus konzipierte Firma ist spezialisiert auf TV- und Videoproduktionen.

## Auszeichnungen
- 2007: Kabel BW Digital-Award 2007 für Prometheus Wissenschaftsfernsehen als innovativster Digital-TV-Sender
- 2006: RTF.1 Regionalfernsehen wird mit dem Landesmedienpreis Baden-Württemberg 2006 in der Kategorie Information ausgezeichnet.